# Молдова-Суліца
Молдова-Суліца (рум. Moldova-Sulița) — село у повіті Сучава в Румунії. Входить до складу комуни Молдова-Суліца.
Село розташоване на відстані 367 км на північ від Бухареста, 76 км на захід від Сучави.

## Населення
За даними перепису населення 2002 року у селі проживали 1356 осіб.
Національний склад населення села:
| Національність | Кількість осіб | Відсоток |
| -------------- | -------------- | -------- |
| румуни         | 1139           | 84,0%    |
| українці       | 154            | 11,4%    |
| цигани         | 63             | 4,6%     |

Рідною мовою назвали:
| Мова       | Кількість осіб | Відсоток |
| ---------- | -------------- | -------- |
| румунська  | 1151           | 84,9%    |
| українська | 152            | 11,2%    |
| циганська  | 53             | 3,9%     |